# 双庙乡 (广平县)
双庙乡是中国河北省邯郸市广平县下辖的一个乡。

## 行政区划
双庙乡下辖北高曲村、李高曲村、南高曲村、双庙村、柳林村、辛庄村、油坊村、刘庄村、辛庄营村、胜营村、崔营村、蔡庄村、北温村、南王庄村、阴庄村、小马庄村、杨宋固村、史宋固村、朱宋固村、马宋固村、刘宋固村、邵村、马虎庄村、甲士村、南靳庄村、冯营村、新镇村、吕庄村、军营村。